# یاسوهیرو موریناگا
یاسوهیرو موریناگا (انگلیسی: Yasuhiro Morinaga; ۱ اوت ۱۹۸۰ – ) طراحی صدا، composer of musique concrète, ethnographic filmmaker اهل ژاپن بود.